# Béthune
Béthune este un oraș în Franța, sub-prefectură a departamentului Pas-de-Calais, în regiunea Hauts-de-France. 